# 托比·哈里斯
托比·哈里斯（英語：Toby Harries，1998年9月30日—），英国男子田径运动员，2017年欧洲U20田径锦标赛男子200米金牌得主、2024年夏季奥林匹克运动会男子4×400米接力铜牌得主。